# Łukasz Bodnar
Łukasz Bodnar (Breslau, Baixa Silèsia, 10 de maig de 1982) és un ciclista polonès, professional des del 2003. En el seu palmarès destaca els campionats nacional en contrarellotge de 2007 i 2008.
El seu germà Maciej també és un ciclista professional.

## Palmarès
- 1999
  - Vencedor d'una etapa al Tour de la regió de Łódź
- 2000
  - Vencedor d'una etapa a la Cursa de la Pau júnior
- 2004
  -  Campió de Polònia sub-23 en contrarellotge
- 2007
  -  Campió de Polònia en contrarellotge
  - 1r a la Cursa de Solidarność i els Atletes Olímpics i vencedor d'una etapa
- 2008
  -  Campió de Polònia en contrarellotge
  - 1r a la Cursa de Solidarność i els Atletes Olímpics i vencedor d'una etapa
- 2009
  - 1r a la Dookoła Mazowsza i vencedor d'una etapa
  - Vencedor d'una etapa a la Volta al Marroc
- 2010
  - Vencedor d'una etapa a la Szlakiem Grodów Piastowskich
- 2013
  - 1r a la Małopolski Wyścig Górski i vencedor d'una etapa